# Delta del Okavango

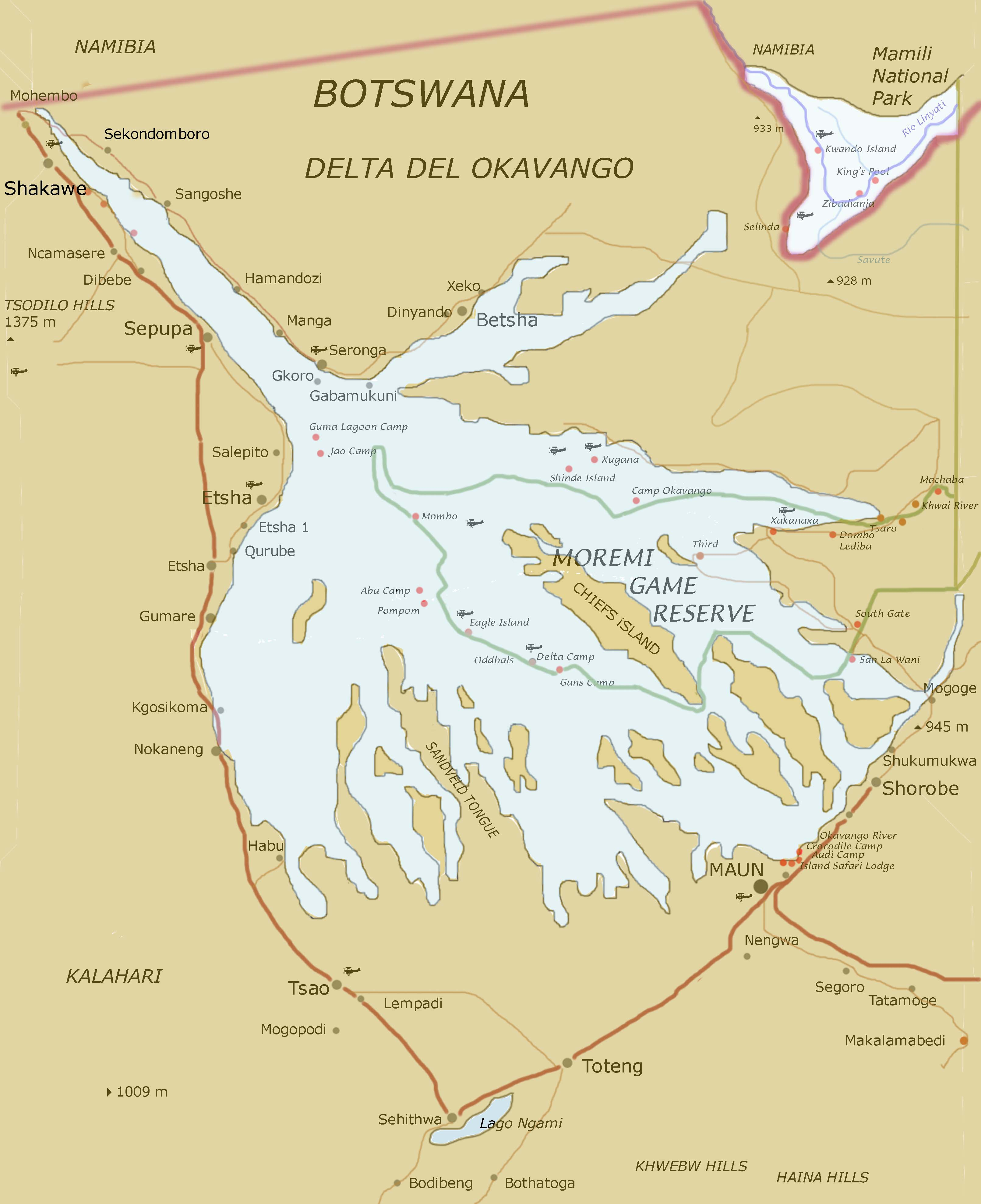
Delta del Okavango

El delta del Okavango es un caso poco usual de delta, en el sentido de que este río no desemboca en el mar. En realidad, no se trata de un verdadero delta fluvial, sino de un abanico aluvial o cono de deyección muy grande, que se produce donde el río Okavango desagua en una llanura prácticamente endorreica con un clima mucho más seco que en sus cabeceras. 

## Características
El delta cubre una superficie de entre 15.000 km² y 22.000 km² durante las crecidas, se encuentra en el norte de Botsuana, en la región de Ngamilandia, con capital en Maun, a 942 m de altitud. Recibe agua del río Okavango; este nace en Angola y atraviesa la franja de Caprivi (Namibia) para llegar a este delta donde se dispersa en el desierto del Kalahari.
En el delta del Okavango existe la única población de leones nadadores; estos se ven forzados a entrar en el agua, que durante las crecidas llega a cubrir el 70% de su territorio, para cazar antílopes como los impalas.
Geológicamente el río Okavango al llegar a Botsuana serpentea entre dos fallas geológicas y acaba desbordándose y creando una extensa llanura anegada. Es absorbido por el desierto de Kalahari tanto por infiltración como por evaporación, y además por el consumo de la fauna y de la flora de la zona.
En 2014, la Unesco eligió el delta del Okavango como Patrimonio de la Humanidad.

## Loscinco grandes de Áfricaen el delta del Okavango
Esta denominación —en inglés, "the big five"— suele usarse en África para definir a los animales que todo turista busca: el león, el leopardo, el elefante, el rinoceronte y el búfalo. A éstos se unen, para completar el conjunto de los animales más atractivos para el visitante —los siete magníficos "the magnificent seven"— el guepardo y el licaón. Pocas personas han podido verlos a todos en estado salvaje, y en muy pocos lugares están presentes los siete; uno de esos lugares excepcionales es el delta del Okavango.
Los leones del Okavango son famosos por su tamaño y fortaleza, y porque se dice que son los únicos leones nadadores que existen, ya que se ven obligados a hacerlo cuando la crecida veraniega los deja aislados en islotes que antílopes e impalas, sus presas habituales, abandonan. En la Chief Island, Reserva de caza Moremi, existe una pequeña población de leones en disminución que se alimenta exclusivamente de búfalos. Se calcula que una veintena de leones acosan y son acosados por un millar de búfalos que les plantan cara. Estos felinos son extraordinariamente musculosos, pues la caza del búfalo negro exige una fortaleza enorme. Varios leones, generalmente leonas, atacan a la manada en busca del ejemplar más débil, pero cuando este es atacado y yace en el suelo, el resto de la manada se vuelve y con los cuernos y las patas atacan a su vez a sus cazadores. El resultado es una manada de leones en disminución.
Los elefantes son abundantes en el delta del Okavango. Las señales de su avance son abundantes por todas partes: excrementos, árboles descortezados o derribados, sendas del paso de las manadas, que pueden ser de más de cincuenta individuos. Es fácil encontrarlos en las orillas de las islas, donde la vegetación es más abundante y no es raro ver a machos solitarios en islotes muy pequeños, ramoneando los árboles. Los elefantes no tienen problemas para desplazarse por un sistema acuático de poca profundidad como es el delta.
El leopardo, el príncipe de los predadores, es un cazador solitario muy difícil de observar, pues vive en casi cualquier hábitat, caza de noche y se esconde a dormir durante el día en las ramas de los árboles, en muchos casos grandes y de espeso follaje que los ocultan completamente, salvo para un observador avezado. Puesto que no hay muchos y están localizados, hay que confiar en los guías locales para encontrarlos.
Los rinocerontes son escasos en Botsuana debido a que han sido siempre perseguidos por el hombre y no es un animal al que le guste el agua, de manera que no se puede refugiar en los pantanos. En el año 2002, fueron reintroducidos en la Chief Island cuatro rinocerontes blancos que pueden verse al norte del Eagle Island Camp. Los rinocerontes negros se encuentran en peligro de extinción, pero se están haciendo esfuerzos para su recuperación en el Santuario Khama Rhino de Botsuana.
Los búfalos negros viven en zonas con muchos pastos, agua y sombra, es decir, donde hay islas medianas que permiten la vida de las manadas. Son muy peligrosos en estado salvaje.

## Galería de imágenes

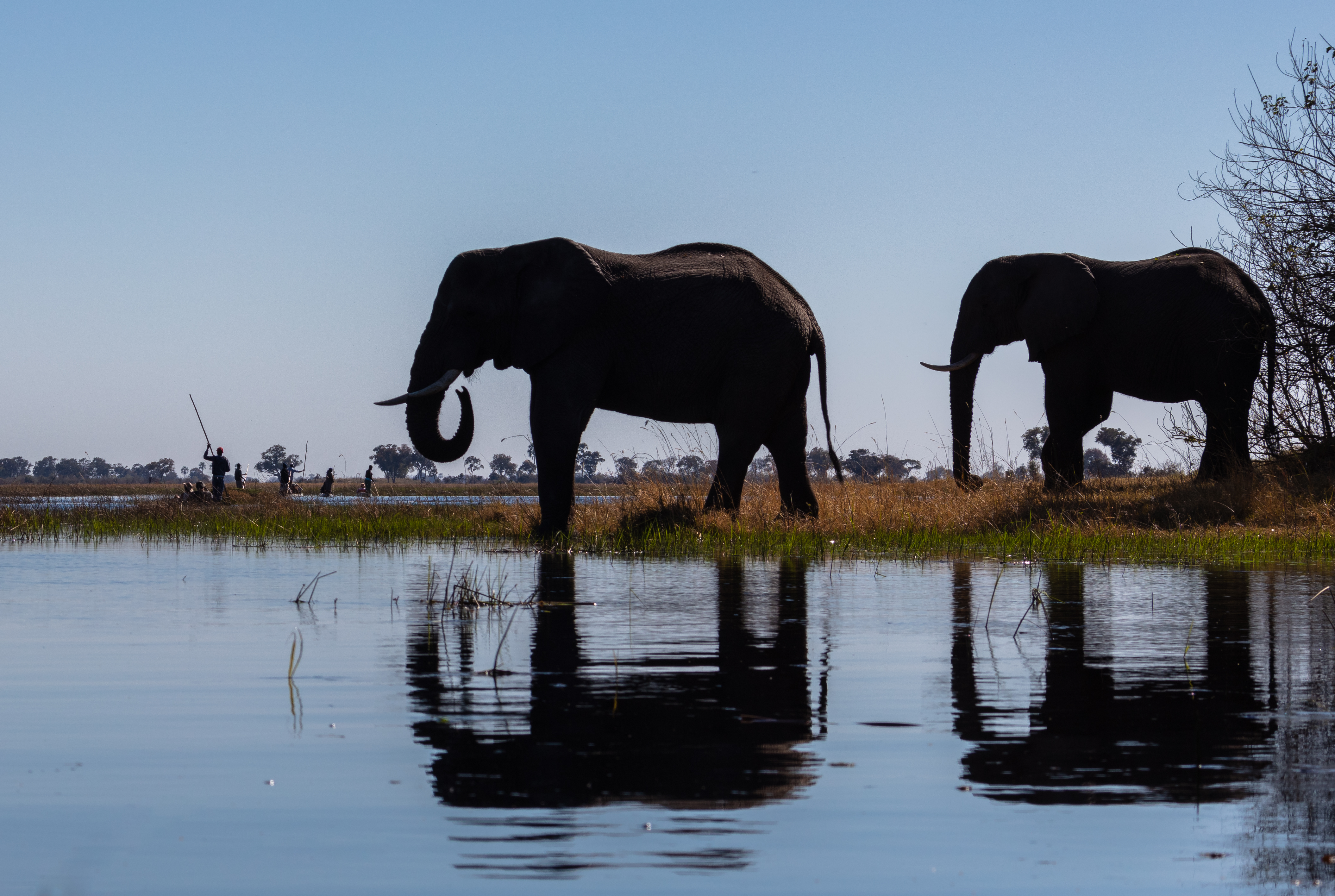
Elefantes en el delta de Okavango.
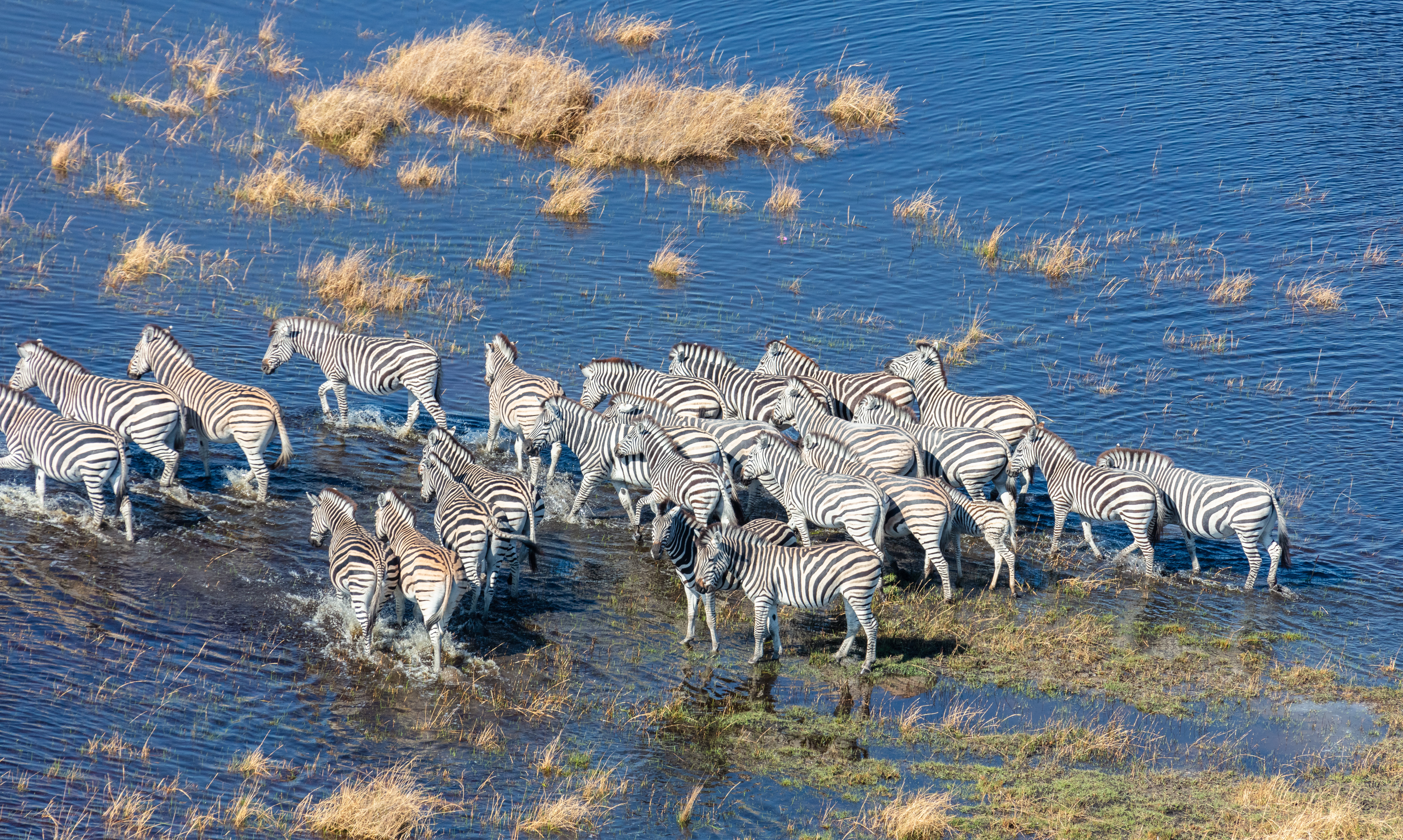
Cebras de Burchell (Equus quagga burchellii) en el delta.
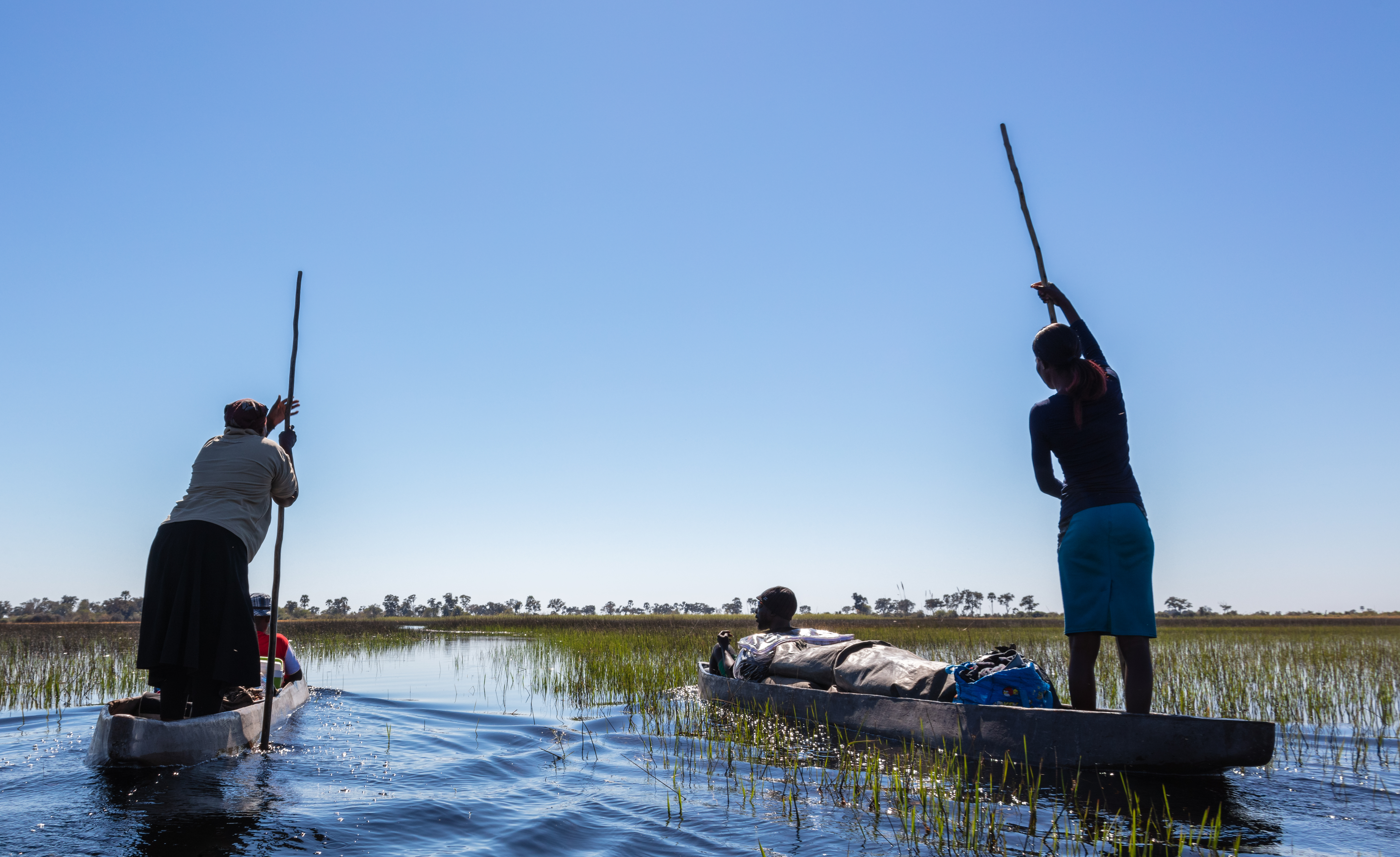
Vista del delta desde un mokoro, la embarcación típica del delta.
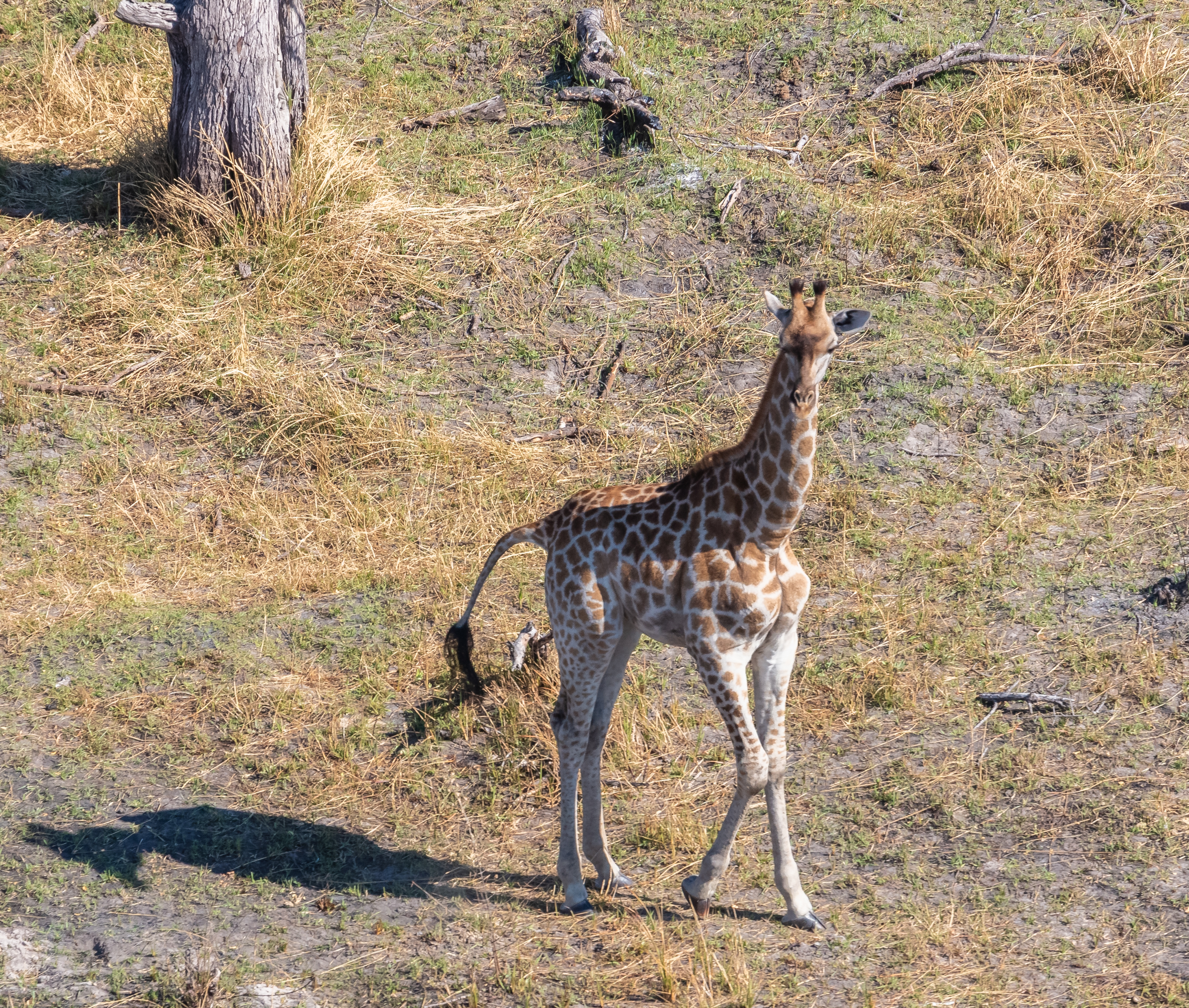
Jirafa (Giraffa camelopardalis) en el delta.
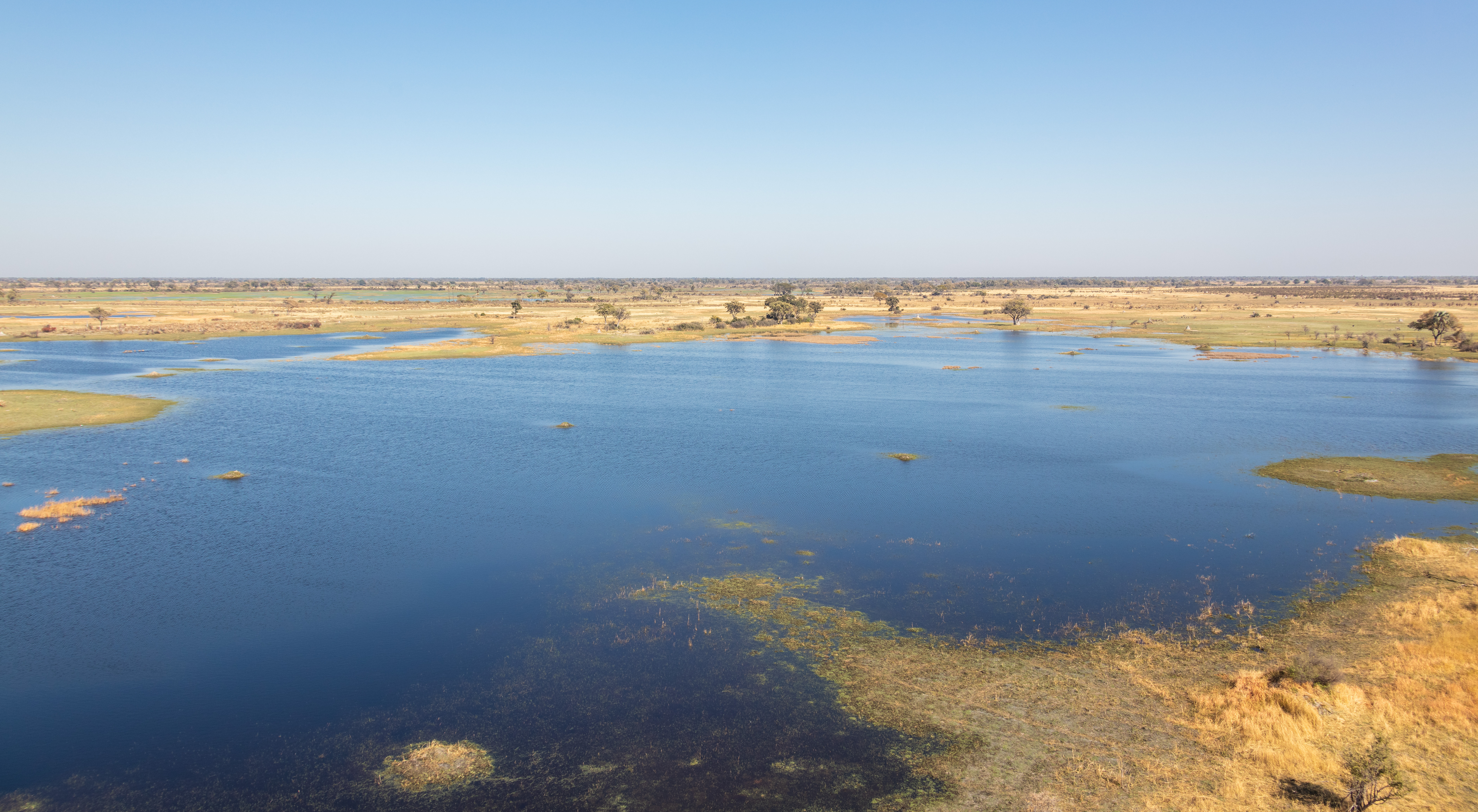
Vista aérea del delta.
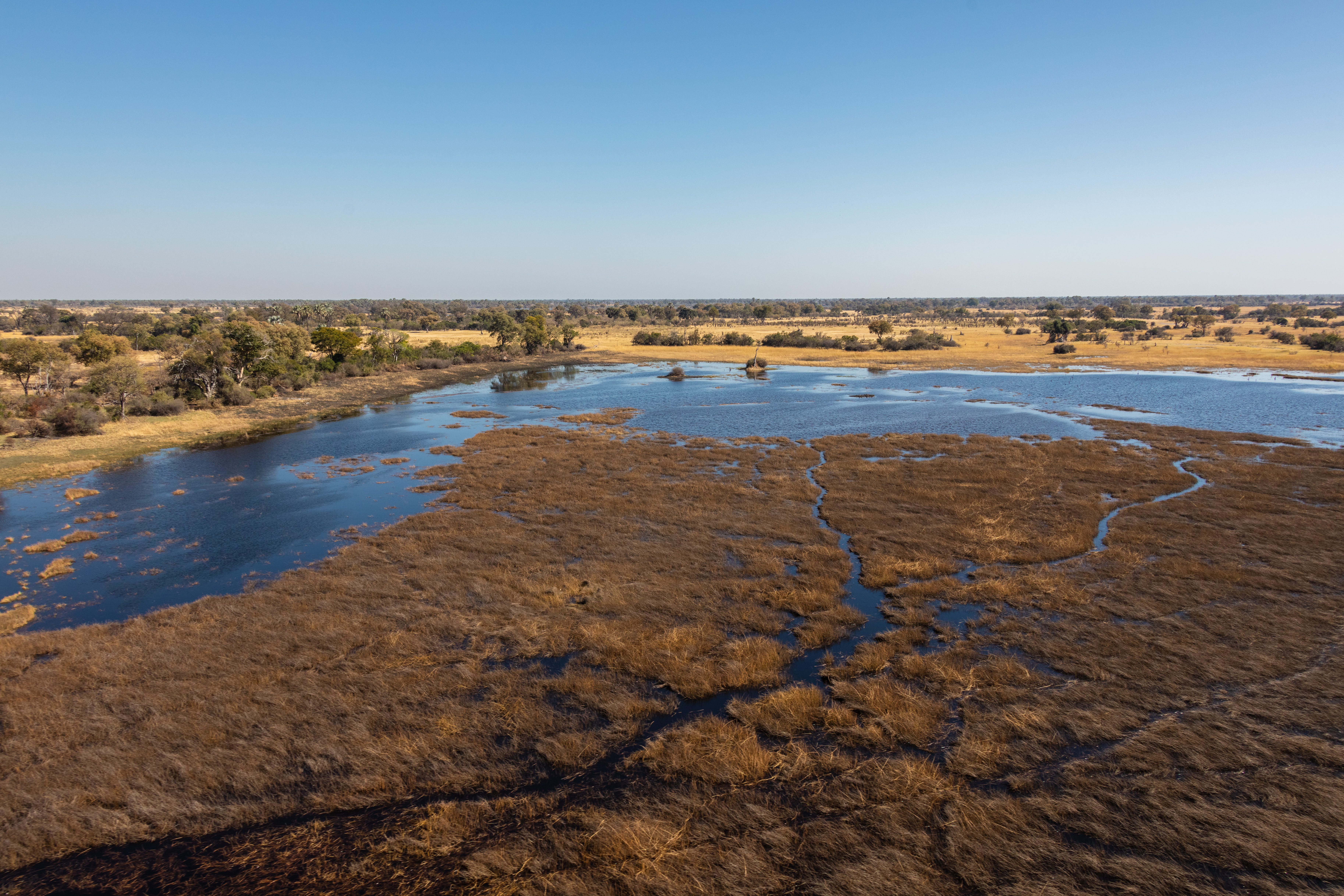
Otra vista aérea.